# Чезаре Ломброзо
Чеза́ре Ломбро́зо (Cesare Lombroso), народжений Єзекія Марко Ломброзо (6 листопада 1835, Верона, Італія — 19 жовтня 1909, Турин, Італія) — італійський кримінолог єврейського походження.
Засновник Італійської школи позитивної кримінології.
Ломброзо відкинув вчення класичної школи про те, що злочин є властивою рисою людської природи. Замість цього він вивів антропологічну кримінологію, яка вказує на спадковість кримінальності, як хтось «народжений злочинцем» може бути розпізнаний за фізичними вадами, що стверджують злочинця — жорстокість, або сімейна спадковість.

## Біографічні відомості
Чезаре народився в Вероні у заможній єврейській родині. Після навчання у 1859 році став військовим хірургом. З 1862 йому надано звання професора хвороб розуму в Павії. Пізніше він завідував притулком для божевільних в Пезаро. Згодом Чезаре став професором медичного закону і психіатрії в Турині, де він і помер у 1909 році.

## Школа Ломброзо
Чезаре відзначає, що народжені злочинцем через біологічне визначення мають психономічні атрибути або деформації. Психономія намагається оцінити характер і особисті риси з фізичних рис обличчя і тіла. Коли більшість особистостей розвиваються протягом життя, палкі злочинці деградують суспільно, або життєво. Якщо кримінальність була успадкована, народженого злочинцем можна відрізнити за спадковою стигмою:
- великі щелепи, виступ щелепи уперед, низьке чоло
- високі вилиці, сплющений або повернутий вгору ніс
- клаповухість,
- соколоподібний ніс або м'ясисті губи
- дуже верткі очі, скупа борода, лисина
- нечутливість до болю, довгі руки.

Він концентрував наукову методологію на виявленні злочинної поведінки і ізоляцію осіб з найбільш злочинними нахилами.
Ломброзо був захисником злочинців проти їх карання, але за людяне відношення до них.
Кримінологія Ломброзо підтримує соціальну теорію виродження, за якою людський вид може перетворюватися на злочинний клас. Він вважав, що череп і обличчя є ключами до генетичної криміналістики, які можна виміряти краніометрами і каліперами. Так, Ломброзо вважав білу расу вищою над іншими.

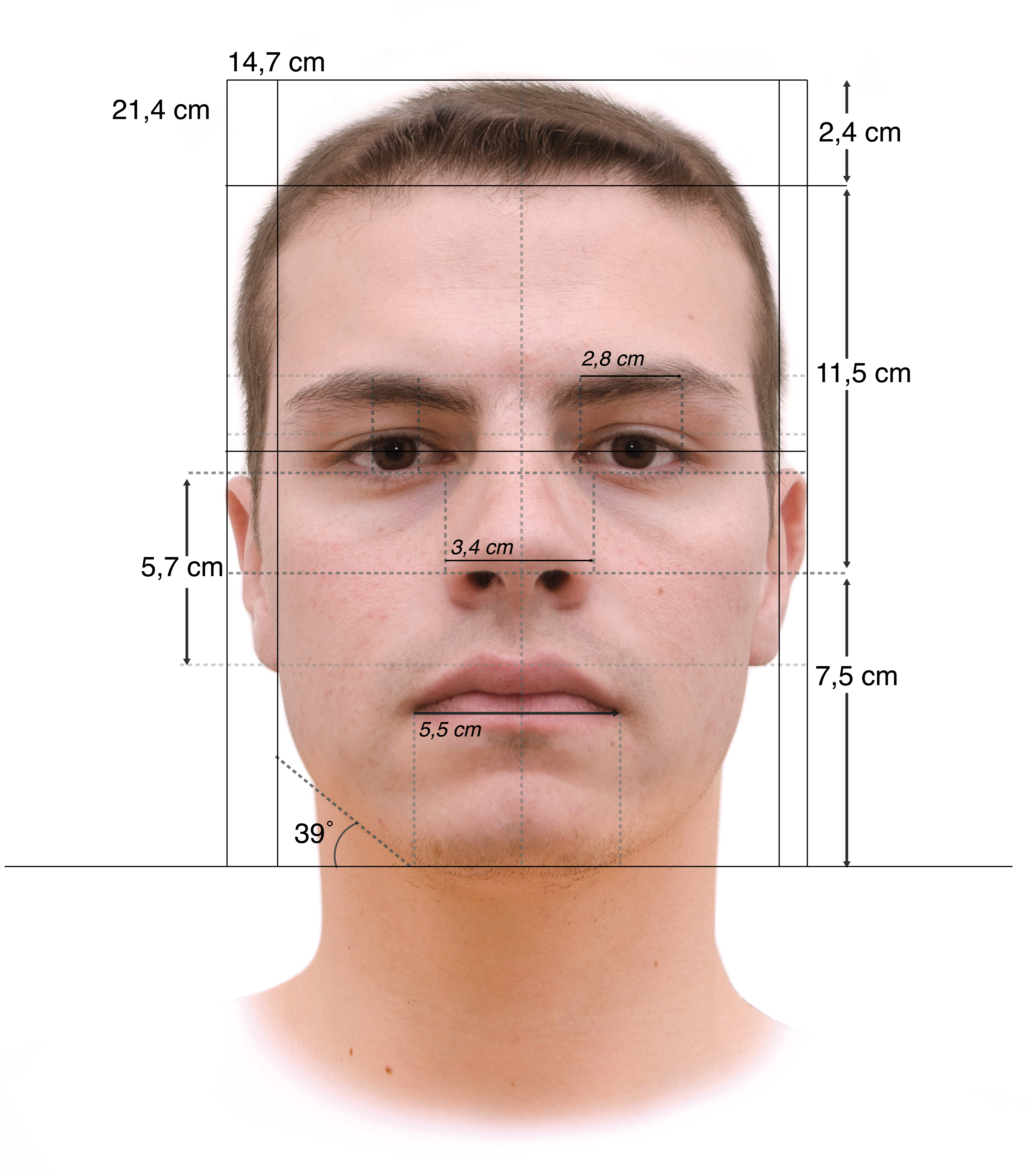
Вимірювання обличчя на основі кримінальної антропології Ломброзо

Ломброзо також вивчав жіночу злочинність. Він прийшов до висновку, що серед жінок менші злочинні зміни у зовнішності, через «неактивну природу їхнього життя». Він стверджував, що жіноча пасивність, невинахідливість і неініціативність утримують їх від скоєння злочинів.

## Праці
- Дослідження по кретинізму в Ломбардії (1859)
- Геній та божевілля (1864)
- Дослідження в галузі медичної географії Італії (1865)
- Злочинець (1876)
- Кохання та божевілля (1881)
- Новітні успіхи науки про злочинця (1890)
- Жінка — злочинниця чи повія (1893), у співавтор. з Г.Ферреро
- Анархісти (1894)
- Cesare Lombroso, L’antisemitismo e le scienze moderne, Torino—Roma, Roux, 1894.
- Геніальність та деградація (1897)
- Дослідження гіпнотичних явищ і духів (1909)

## довідково-енциклопедичні видання
- Костенко О. М. Ломброзо [Архівовано 30 листопада 2020 у Wayback Machine.] // Юридична енциклопедія : [у 6 т.] / ред. кол.: Ю. С. Шемшученко (відп. ред.) [та ін.]. — К. : Українська енциклопедія ім. М. П. Бажана, 2001. — Т. 3 : К — М. — С. 521. — ISBN 966-7492-03-6.
- Тимошенко В. І. Ломброзо, Чезаре // Велика українська енциклопедія. URL: https://vue.gov.ua/Ломброзо, Чезаре (дата звернення: 20.04.2025).
- Zvi Hermon and Ellen Friedman / Samuele Rocca (2nd ed.). Lombroso, Cesare (1835-1909) // Encyclopaedia Judaica. 2nd Edition. In 22 vol. Vol.13: Lif-Mek. 2007. — P. 178. — ISBN 978-0-02-865941-1 (vol. 13) (link 2, link 3)
- Isidore Singer, Max Nordau. Lombroso, Cesare (1835-1909) // The Jewish encyclopedia:  descriptive record of the history, religion, literature, and customs of the Jewish people from the earliest times to the present day. Vol. 8. New York and London: Funk and Wagnalls, 1904. — P. 154 — 155. (link)

## монографії та дисертації
- Braun, Amy Michelle, "Impossible Communities in Prague’s German Gothic: Nationalism, Degeneration, and the Monstrous Feminine in Gustav Meyrink’s Der Golem (1915)" (2019). Arts & Sciences Electronic Theses and Dissertations. 1809.

## статті у періодичних виданнях та збірниках
- Rock, P. (2007) ‘Caesare Lombroso as a Signal Criminologist’ Criminology and Criminal Justice, 7, 117–33.
- Пилипчук О. О. Внесок Чезаре Ломброзо у розвиток кримінології // Історія науки і техніки. – 2017. – Вип. 10. – С. 194-204.
- 100 лет со дня смерти Чезаре Ломброзо (1835-1909) // 2009, – С. 59 – 60.